# 栃木県道253号借宿八幡線

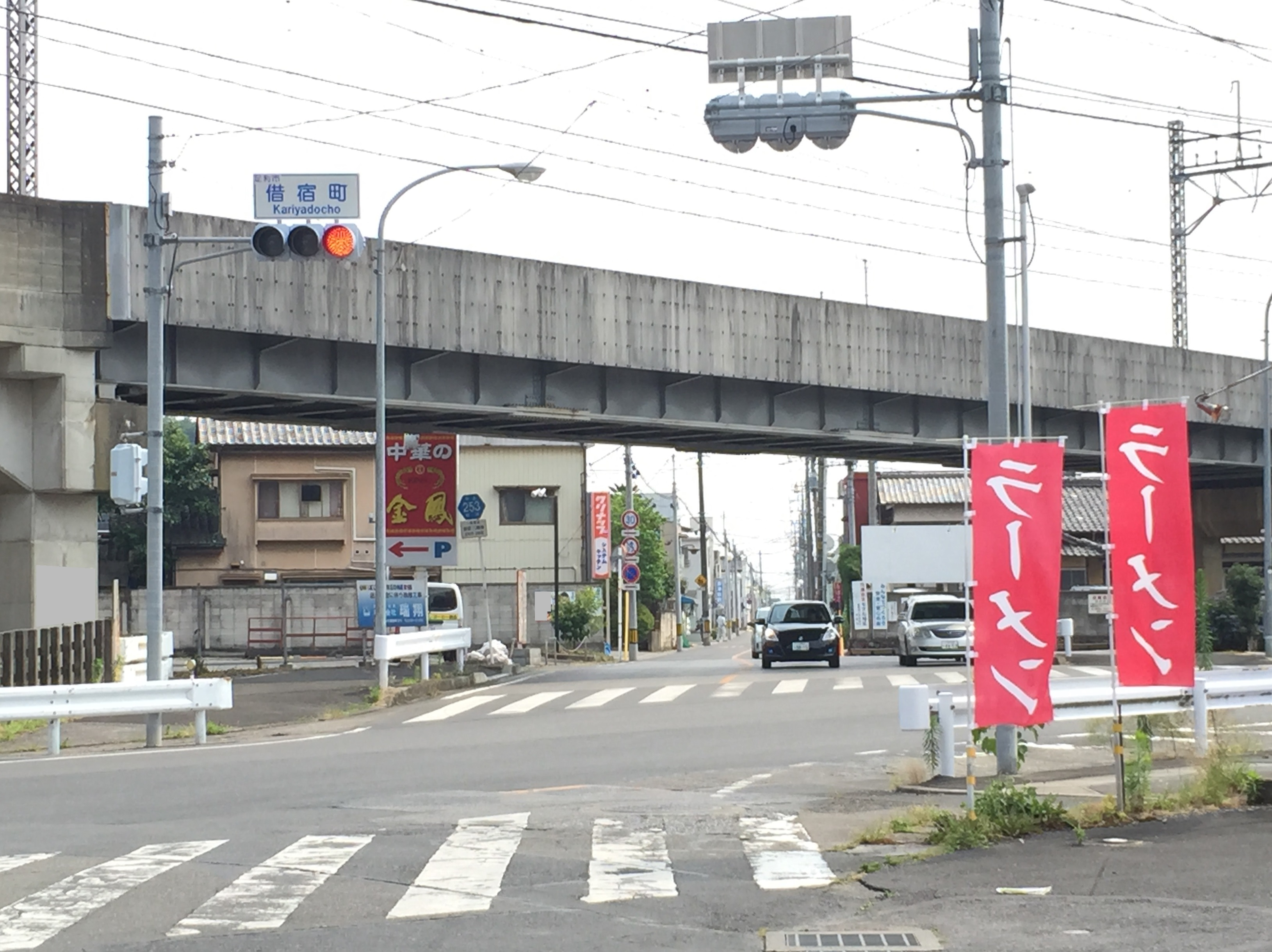
借宿町交差点（起点、2015年6月）
起点のすぐ奥に見えるのが東武伊勢崎線の高架橋である

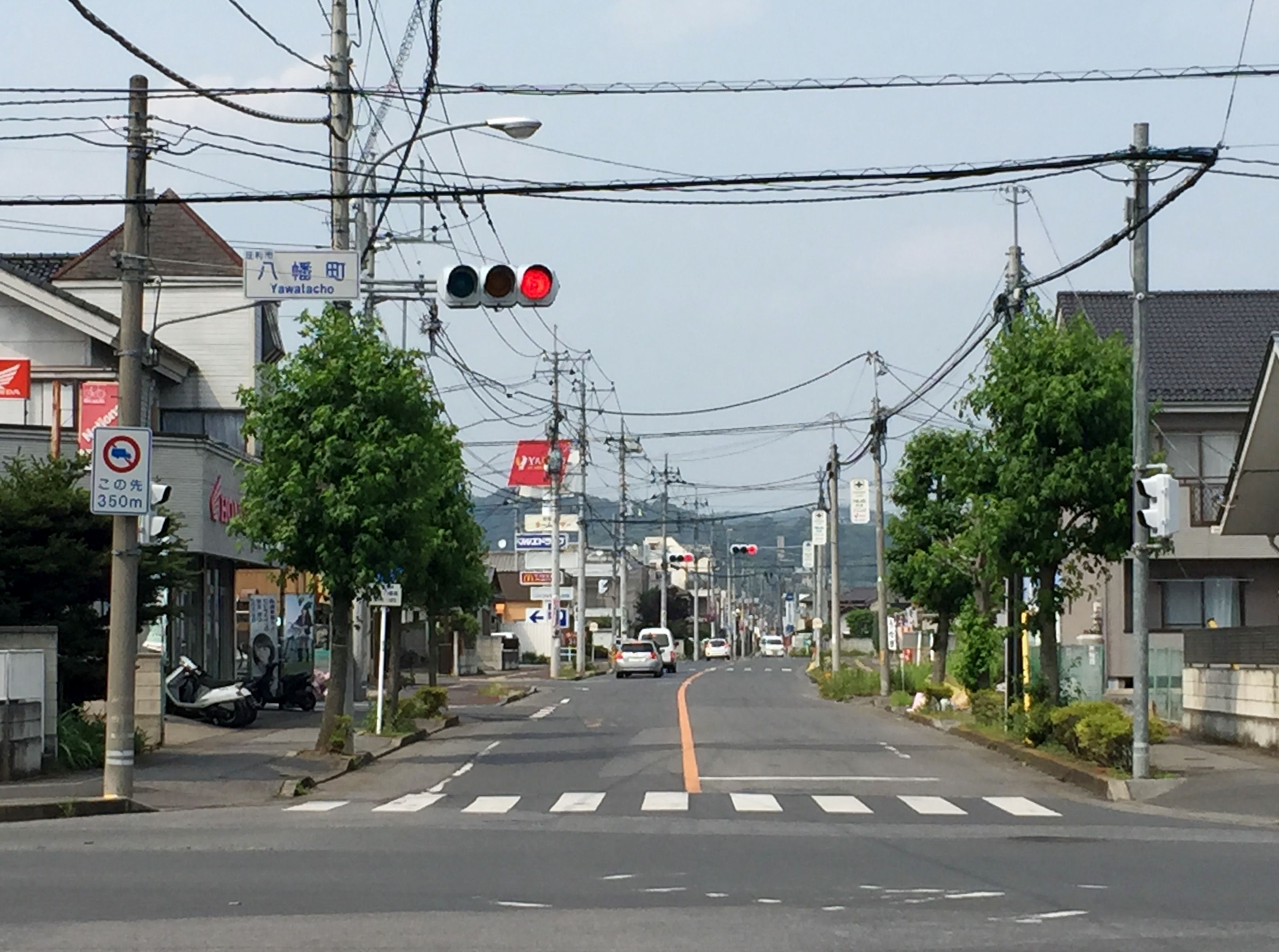
かつての終点だった八幡町交差点（終点、2015年6月）

栃木県道253号借宿西新井線（とちぎけんどう253ごう かりやどにしあらいせん）は、栃木県足利市を通過する一般県道（栃木県道）である。

## 概要

### 路線データ
- 総延長 : 2.018km[1]
- 実延長：2.018km[1]
- 起点 : 栃木県足利市借宿町87番4地先[1]（借宿町交差点＝栃木県道5号足利太田線交点）
- 終点 : 栃木県足利市西新井町3299番6地先[1]（西新井町交差点＝国道50号交点）

## 歴史
- 1961年（昭和36年）4月1日 - 一般県道借宿八幡線として認定[2]
- 2016年（平成28年）3月25日 終点を足利市八幡町から足利市西新井町に変更し、路線名を一般県道借宿西新井線に変更。[1]

## 路線状況

### 交通量
24時間自動車類交通量（台/日）
- 足利市八幡町770-1番地先：4,603

## 地理

### 通過する自治体
- 栃木県
  - 足利市

### 交差する鉄道
- 東武伊勢崎線（起点 - 借宿町）

### 沿線
- 足利八幡郵便局（八幡町）
- 県営八幡町住宅（八幡町）